# Vive Henri IV

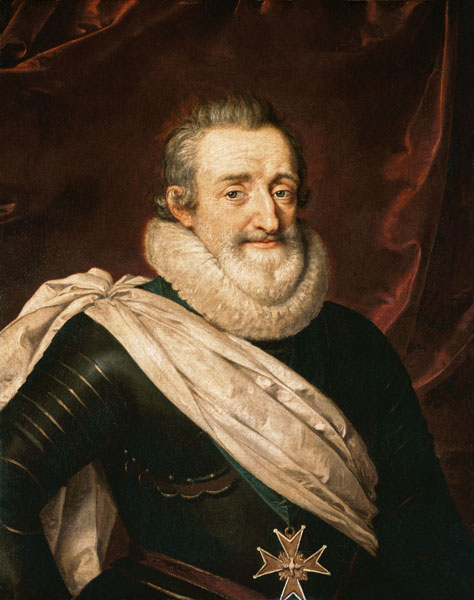
Ritratto di Enrico IV

Vive Henri IV è un canto in onore del re di Francia diffuso con il testo di Charles Collé nel 1774. In seguito, dopo la restaurazione della monarchia nel 1814, avrebbe sostituito La Marsigliese come inno nazionale, con un nuovo testo dal titolo Le Retour des Princes français à Paris. Il brano è un'aria popolare esistente già nel 1581, mentre il testo successivo si riferisce al primo re Borbone, Enrico IV (Enrico III di Navarra), neppure incoronato al tempo della prima attestazione della musica.

## Testo francese
Vive Henri quatre

Vive ce Roi vaillant

Ce diable à quatre

A le triple talent

chorus
De boire et de battre

Et d'être un vert galant

De boire et de battre

Et d'être un vert galant
Au diable guerres

Rancunes et partis

Commes nos pères

Chantons en vrais amis

chorus
Au choc des verres

Les roses et les lys

Au choc des verres

Les roses et les lys
Chantons l'antienne

Qu'on chant'ra dans mille ans

Que Dieu maintienne

En paix ses descendants

chorus
Jusqu'à c'e qu'on prenne

La lune avec les dents

Jusqu'à c'e qu'on prenne

La lune avec les dents
Vive la France

Vive le roi Henri

Qu'à Reims on danse

En disant comme Paris

chorus 
Vive la France

Vive le roi Henri

Vive la France

Vive le roi Henri

## Traduzione italiana
Lunga vita a Enrico IV
Lunga vita a questo re valente
Questo quadruplo demonio
Con tre talenti
Bere, combattere
Ed essere un autentico galantuomo
All'inferno le guerre
Il rancore e la partigianeria
Tutti insieme
Cantiamo come veri amici
Tintinnino i bicchieri
Le rose e i gigli
Cantiamo il ritornello
Che canteremo tra mille anni:
Possa Dio conservare
I suoi discendenti in pace
Sino a quando non potremo prendere
La luna tra i denti
Lunga vita alla Francia
Lunga vita a re Enrico
Da Reims danziamo
Cantando come a Parigi
Lunga vita alla Francia
Lunga vita a re Enrico

## Testo durante la rivoluzione francese
Aristocrate,

Te voilà donc tondu !

Le Champ-de-Mars

Te fout la pelle au cul;

Aristocrate,

Te voilà confondu !

Aristocrate,

Te voilà confondu !
Tout's vos noirceurs

Et vos projets tissu

A la Nation

Ils pendent tous au cul !

Aristocrate,

Te voilà donc foutu !

Aristocrate,

Te voilà donc foutu !
Aristocrates,

Vous voilà dans l' bahut !

J' bais'rons vos femmes

Et vous serez tous cocus;

Aristocrates,

Je vous vois tous cornus.

Aristocrates,

Je vous vois tous cornus.
Aristocrates,

Il vous faut un repos !

Le scenis du Diable

Sera votre tombeau

Aristocrates,

Il vous faut un repos !

Aristocrates,

Il vous faut un repos !
Buvons mes frères,

A la fédération !

Le pont en vient

Avec notre union

Buvons mes frères,

A toute la Nation !

Buvons mes frères,

A toute la Nation !
N'oublions rien

Et portons à Louis

Une santé

Et à tous ses amis...

N'oublions rien

Et chérissons Louis !

N'oublions rien

Et chérissons Louis !

## Testo popolare durante la restaurazione borbonica
Fils d'Henri quatre,

O Louis ! ô mon Roi !

S'il faut se battre,

Nous nous battrons pour toi ;

En vrai diable à quatre,

Je t'en donne ma foi.
Vive Alexandre !

C'est l'ami des Bourbons ;

C'est pour nous rendre

Un roi que nous aimons,

Qu'il vient nous défendre,

Avec ses escadrons.
Bon Roi de France,

Si longtemps attendu,

La Providence

Enfin nous a rendu

La paix, l'espérance,

Cela nous est bien dû.
Toi, d'Angoulême,

Fille de tant de Rois ;

La vertu même.

Mille échos, mille voix

Disent que l'on t'aime

Comme on aime d'Artois.
Chant d'allégresse,

Chant du coeur, chant d'amour,

Redis sans cesse,

Et redis nuit et jour

Que dans notre ivresse

Nous chantons leur retour.
Durante la Restaurazione, un'altra versione era stata adottata in onore di re Luigi XVIII:
Du fils de France

Sur nous l'étoile luit ;

C'est la clémence

Qui vers nous le conduit :

La paix le devance,

Et le bonheur le suit.
A ce bon maître

Notre coeur appartient,

Pour nous soumettre,

Par l'amour il nous tient.

Henri va renaître

Dès que Louis revient.
Elle est tarie

La source des malheurs.

O ma patrie !

Mets fin à tes douleurs ;

La main de Marie

Vient essuyer tes pleurs.
Comme Antigone,

Doux appui de son Roi,

Loin de son trône

Elle bannit l'effroi.

Du Dieu qui la donne,

France, bénit la loi.

## In altre opere
- Vive Henri IV fu un comune leitmotiv per le opere dedicate ai monarchi francesi nel XIX secolo come ad esempio Il viaggio a Reims di Gioachino Rossini (nel finale, quando Carlo X viene incoronato) e nel balletto de La bella addormentata di Tchaikovsky.